# 9578 Klyazma
9578 Klyazma eller 1989 GA3 är en asteroid i huvudbältet som upptäcktes den 3 april 1989 av den belgiske astronomen Eric W. Elst vid La Silla-observatoriet. Den är uppkallad efter den ryska floden Kljazma.
Den tillhör asteroidgruppen Nysa.